# شعيرات لمفية
شعيرات اللمف (بالانجليزية: Lymph capillaries) أو شعيرات لمفية (بالانجليزية :lymphatic capillaries) هي أوعية صغيرة ورقيقة الجدران تقع بين الخلايا «ماعدا في الجهاز العصبي المركزي و الأنسجة الغير دموية» ويعمل علي صرف ومعالجة السائل خارج خلوي . تعرف السوائل والخلايا المرتبطة بها (خلايا الدم البيضاء بالخصوص) باسم لمف عند دخوله إلي تجويف الوعاء اللمفي. تتصل كل شعيرة لمفاوية بوعاء لمفي والذي يتصل بدوره بعقدة لمفية. ويعود لمف في نهاية المطاف إلي الوريد.
الشعيرات المفية أكبر قليلا في القطر من الشعيرات الدموية، وهي ذات نهاية مغلقة (علي النقيض من الشعريات الدموية)، تسمح البنية الفريدة للشعيرات اللمفية بمرور السائل الخلالي إليها ولا تسمح بخروجه منها . تتداخل نهايات الخلايا البطانية التي تبطن الوعاء اللمفي، فعدما يزداد ضغط السائل الخلالي عن المف، تنفصل الخلايا قليلا مثل فتح الباب الذي يتأرجح في اتجاه واحد، ويدخل السائل الخلالي إلي الداخل، وعندما يزداد الضغط في الداخل، تلتصق الخلايا بشكل وثيق فلا يمكن للمف الهروب إلي السائل الخلالي مرة أخرى. يتصل بالشعيرات الدموية خيوط تحتوي علي ألياف مرنة وتمتد من الشعيرات اللمفاوية لتربط الخلايا البطانية اللمفاوية بالأنسجة المحيطة بها. فعندما يتراكم السائل الخلالي مسببا تورم الخلايا، يتم الشد علي الخيوط المرنة جاعلة من الفتحات بين الخلايا أكبر والذي يسمح بمزيد من السوائل بأن تتدفق إلي الشعيرات الدموية اللمفاوية.
الضغط الجرمي الداخلي للشعيرات اللمفاوية أكبر من الضغط الجرمي داخل الوعاء الدموي، ويرجع ذلك إلي زيادة تركيز بروتينات البلازما في اللمف.